# Single Source Publishing
Unter Single Source Publishing (auch Einzelquellenausgabe) verstand man ursprünglich Verfahren, um aus einer Quelle mehrere Ausgabeformate zu erstellen – also etwa mit Winword-Makros und Absatzformaten aus einem Winword-Dokument sowohl Druckausgabe, als auch Online-Formate wie Winhelp und HTML zu erzeugen.
Dieser Ansatz arbeitete mit einfachen 1:1-Relationen zwischen Absatzformaten und Ausgabeformatierung, also etwa „Überschrift1 … Überschrift3 bedeutet den Anfang einer neuen (HTML/Winhelp-) Seite (Topic), Überschrift4 ist der Anfang eines Pop-Up“. Mit einfachen Mitteln kann man ein Überschrift1-Topic mit einem Inhaltsverzeichnis mit den folgenden Überschrift2-Topics versehen und so einen hierarchischen Aufruf der Topics ermöglichen. So arbeitete z. B. bis etwa 2003 Doc-to-Help.
Neuere Konzepte, die sich stark auf Metadaten und inhaltliche Auszeichnung z. B. mit XML-Methoden stützen, erlauben mittlerweile komplexere Verarbeitungsalgorithmen. Hierbei wird das „eigentliche Dokument“ immer mehr zu einer Sammlung von Verweisen auf Datenmodule, die zumeist in einer Datenbank gespeichert werden. Diese Datenmodule enthalten inhaltlich orientierte Auszeichnungen, ganz typisch mit XML-Tags. Das Autorenwerkzeug „weiß“ also viel mehr über die Inhalte und kann folglich auch leistungsfähigere Verarbeitungsalgorithmen wie Database Publishing anwenden. Extreme Beispiele solcher Ansätze sind J2008 und S1000D.
Wesentliches Ziel solcher Systeme ist das mehrfache Verwenden vorhandener Datenmodule. Ein Thema, ein Warnhinweis, eine oft verwendete Anleitung werden nur noch einfach in der Datenbank gehalten und bei Bedarf in die Ausgabeinstanz eingebunden.
So betrachtet wird Single Source Publishing zu einer Spielart des Content-Management.